# Псевдокиста
Псевдокиста — это понятие, используемое в различных разделах патологии и клинических дисциплинах, в частности, когда нет достоверных данных для утверждения, что в том или ином органе имеется киста. Считается, что в кисте имеется эпителиальная выстилка, а в псевдокисте её нет. Это не совсем так. В редчайших случаях кисты головного мозга имеют такую выстилку. Часто в отечественной литературе понятия киста и псевдокиста употребляются как синонимы.

## Псевдокиста головного мозга у плодов, новорожденных и детей раннего возраста
Псевдокисты — это кистозные образования под эпендимой боковых желудочков мозга в области латеральных углов и в области бороздки между зрительным бугром и головкой хвостатых ядер. Они обычно имеют благоприятный прогноз и скорее всего относятся к порокам развития, связанным с редукцией зародышевого матрикса. Все остальные полостные образования в ткани мозга и в сосудистых сплетениях следует именовать кистами. Термин «псевдокиста» также используется при инфекционных поражениях мозга — в случаях токсоплазменной и криптококковой псевдокист, хотя в отечественной литератере используется термин «псевдоциста». 